# Hibbertia hirta
Hibbertia hirta är en tvåhjärtbladig växtart som beskrevs av H.R. Toelken. Hibbertia hirta ingår i släktet Hibbertia och familjen Dilleniaceae. Inga underarter finns listade i Catalogue of Life.